# Листаров, Евгений Петрович
Евгений Петрович Листаров (род. 4 марта 1919, Москва, РСФСР — 17 августа 2012, Москва, РФ) — советский и российский военный, высокопоставленный деятель органов госбезопасности, разведчик, офицер Первого главного управления КГБ СССР, глава резидентур КГБ в ряде иностранных государств, дипломат, полковник (1962), генерал-майор (1975), генерал-лейтенант (1981), генерал-полковник (1985).

## Биография
Родился 4 марта 1919 года в Москве в семье бывших дворян, ставших впоследствии советской партийно-государственной номенклатурой.
Отец — Пётр Иванович Листаров (1868—1950) — потомственный дворянин, чиновник по особым поручениям Охранного отделения Российской империи, впоследствии — революционер, участник красного террора, сотрудник секретно-оперативного управления ЧК-ОГПУ-НКВД СССР, старший майор госбезопасности ГУГБ НКВД СССР, в годы Великой Отечественной войны — деятель контрразведки в армии (сухопутный отдел), комиссар госбезопасности 3 ранга (1943), работник военного отдела аппарата ЦК КПСС.
Мать — Полина Дмитриевна Сольская-Листарова (1872—1957) — урождённая петербурженка, дворянка, дочь действительного тайного советника Дмитрия Мартыновича Сольского, выпускница юридического факультета Женевского университета (1896), участница социал-демократического движения, марксистка, поэтесса, художница, революционерка, была лично знакома и состояла в дружеских отношениях с В. Н. Фигнер, Г. В. Плехановым, В. И. Лениным, Н. К. Крупской, Г. Е. Зиновьевым, И. Ф. Армандт, И. В. Сталиным. С 1924 года — государственный и партийный деятель, сотрудник Коминтерна (а затем — международного отдела аппарата ЦК КПСС). В июле 1957 покончила с собой, будучи на 85-м году жизни.
В 1936 году Евгений Петрович окончил с отличием 25-ю образцовую школу. В 1936—1939 годах проходил обучение в Военной академии имени М. В. Фрунзе. С 1939 по 1940 год учился в Школе особого назначения НКВД, с 1941 по 1942 — в Высшей специальной школе Генерального штаба Красной армии. В годы Великой Отечественной войны (с 1942 по 1945) стажировался в зарубежном оперативном отделе Четвёртого управления НКВД СССР и в сотрудничавшем с ним Управлении специальных операций Великобритании, принимая участие в разведывательно-диверсионных мероприятиях. С 1946 по 1947 годы — слушатель Военно-дипломатической академии.
На постоянной службе в органах госбезопасности с 1947 года.
Послужной список:
В 1947—1951 годах — сотрудник резидентуры внешней разведки в Канаде (под дипломатическим прикрытием: атташе, третий секретарь посольства СССР)
В 1951—1955 годах — старший лейтенант госбезопасности 1-го главного управления МГБ, сотрудник резидентуры внешней разведки в Великобритании (под дипломатическим прикрытием: первый секретарь посольства СССР)
С 1955 года — офицер Первого главного управления КГБ СССР:
В 1955—1956 годах — майор, заместитель главы резидентуры КГБ в Мексике
В 1956—1960 годах — подполковник, глава резидентуры КГБ в США (Вашингтон)
В 1960—1964 годах — полковник, глава резидентуры КГБ в Швейцарии (Берн)
В 1964—1966 годах — полковник, глава резидентуры КГБ в Австралии
В 1966—1969 годах — полковник, заместитель главного советника Представительства КГБ в Венгрии
В 1969—1972 годах — полковник, основатель и глава резидентуры КГБ в Малайзии
В 1972—1976 годах — полковник, глава резидентуры КГБ в Бразилии
В 1976—1979 годах — генерал-майор, руководитель Представительства КГБ при МВД Кубы
В 1979—1981 годах — генерал-майор, глава резидентуры КГБ в Венесуэле
В 1981—1984 годах — генерал-лейтенант, глава резидентуры КГБ в Португалии
В 1985—1994 годах — генерал-полковник, негласный руководитель Представительства КГБ в ГДР, полноправный куратор и координатор деятельности МГБ ГДР, полномочный куратор операции по выводу советских войск из Германии
В отставке с 1995 в звании генерала-полковника.
Умер в 2012 году на собственной даче под Москвой в результате сердечного приступа.